# Algonquin Provincial Park
Algonquin Provincial Park is een provinciaal park (beschermd natuurgebied) in de provincie Ontario in Canada.
Algonquin is met 7725 vierkante kilometer qua grootte het derde park in Ontario. Door deze grootte en door de relatief korte afstand tot de grote steden Toronto en Ottawa is Algonquin een van de meest populaire parken in de provincie.
In het zuiden van het park loopt Highway 60, waar de kans zeer groot is dat men er een of meerdere elanden tegenkomt. Daarnaast lopen er ook onder andere beren, wolven, verschillende soorten herten en bevers rond. Rondom Highway 60 zijn meerdere wandelroutes uitgezet door de natuur.
Behalve via Highway 60 is Algonquin nog te bereiken via de oostkant (Pembroke) en via de noordkant.
Als men de natuur in wil, is de boot de beste optie. Boten of kano's zijn te huur bij de Portage Store. Deze winkel ligt aan Canoe Lake en verhuurt veel zaken die met kanoën te maken hebben. Ook kan men vanaf daar tochten maken over de meren van het park.